# 赤坂站 (東京都)
赤坂站（日语：／ Akasaka eki */?）是位於日本東京都港區赤坂五丁目，屬於東京地下鐵千代田線的鐵路車站，車站編號是C 06。本站為TBS廣播中心最近的車站，到站時站名會與「TBS前」一同廣播（3b出口的區域是TBS廣播中心正面入口的一部分，守衛所稱之為「Metro Plaza」）。
位於赤坂三丁目的赤坂見附站開業時期比較早。另外，此站是千代田線單獨車站，與赤坂見附站（銀座線、丸之內線）非為轉乘站。

## 历史
- 1962年（昭和37年）：都市交通審議會答申第6號提出東京8號線。
- 1964年（昭和39年）12月6日：建設省告示3379號將第6號答申的東京8號線定為東京9號線，並決定設置一木站（暫稱）[2]。
- 1972年（昭和47年）10月20日：開業。
- 2004年（平成16年）4月1日：營團地下鐵民營化。千代田線由東京地下鐵繼承。
- 2016年（平成28年）：列車資訊顯示器改為LCD，進站廣播加入英語。另外，發車時的廣播將平時與尖峰時刻2種合併為1種。

## 車站構造
設有島式1面2線月台的地下車站。
與前後的乃木坂站、國會議事堂前站同在彎道上，平時有站員在月台指揮發車。

### 月台配置
| 月台 | 路線     | 目的地                         | 備註                                                                       |
| ---- | -------- | ------------------------------ | -------------------------------------------------------------------------- |
| 1    | 千代田線 | 表參道、代代木上原、唐木田方向 | 代代木上原站起直通 小田急線 （直通至 小田原線 本厚木站與 多摩線 唐木田站） |
| 2    | 千代田線 | 大手町、北千住、綾瀨、取手方向 | 綾瀨站起直通 常磐線（各站停車）                                            |

（來源：東京地下鐵:構內圖 （页面存档备份，存于））

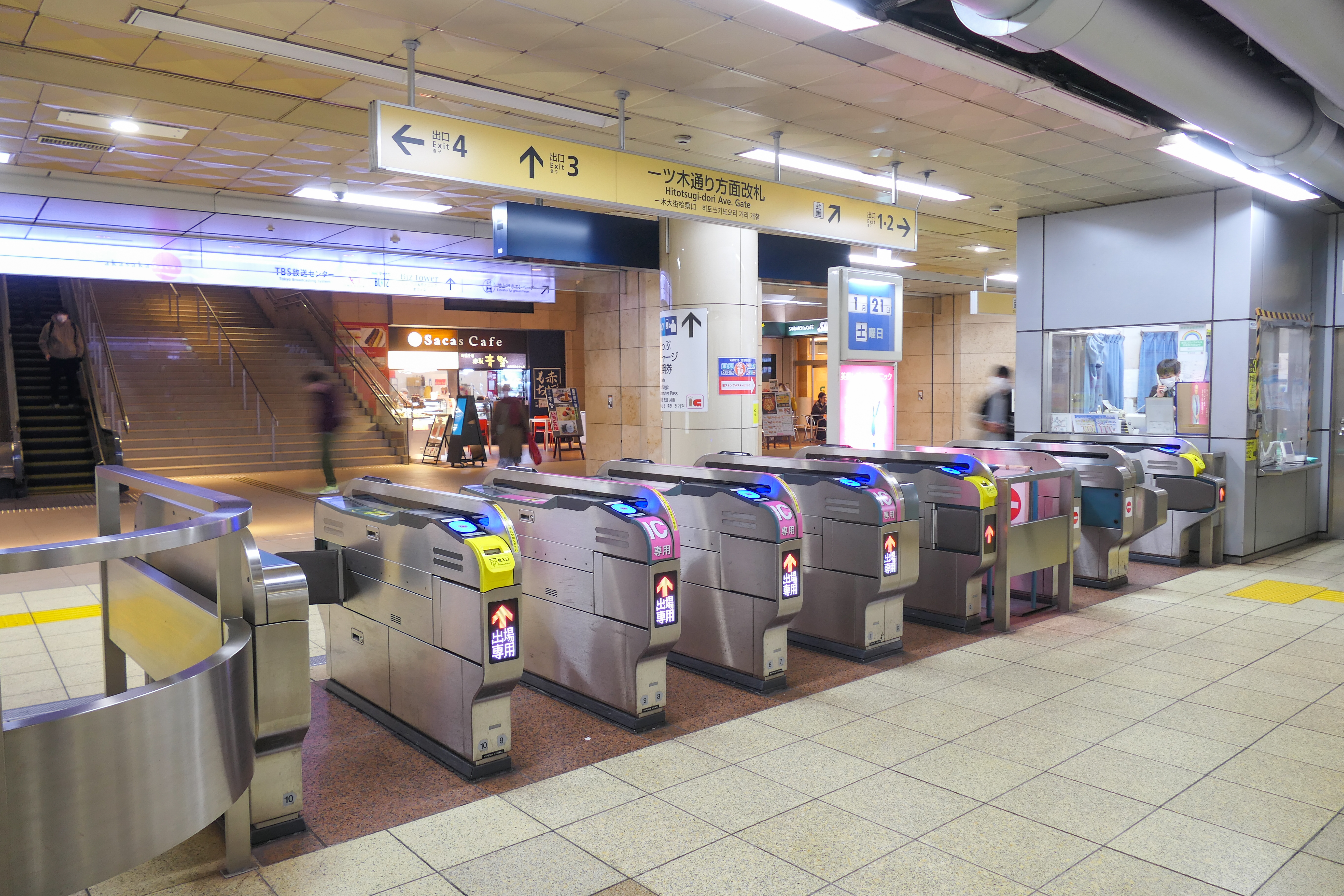
一木通方向閘口（2023年1月）
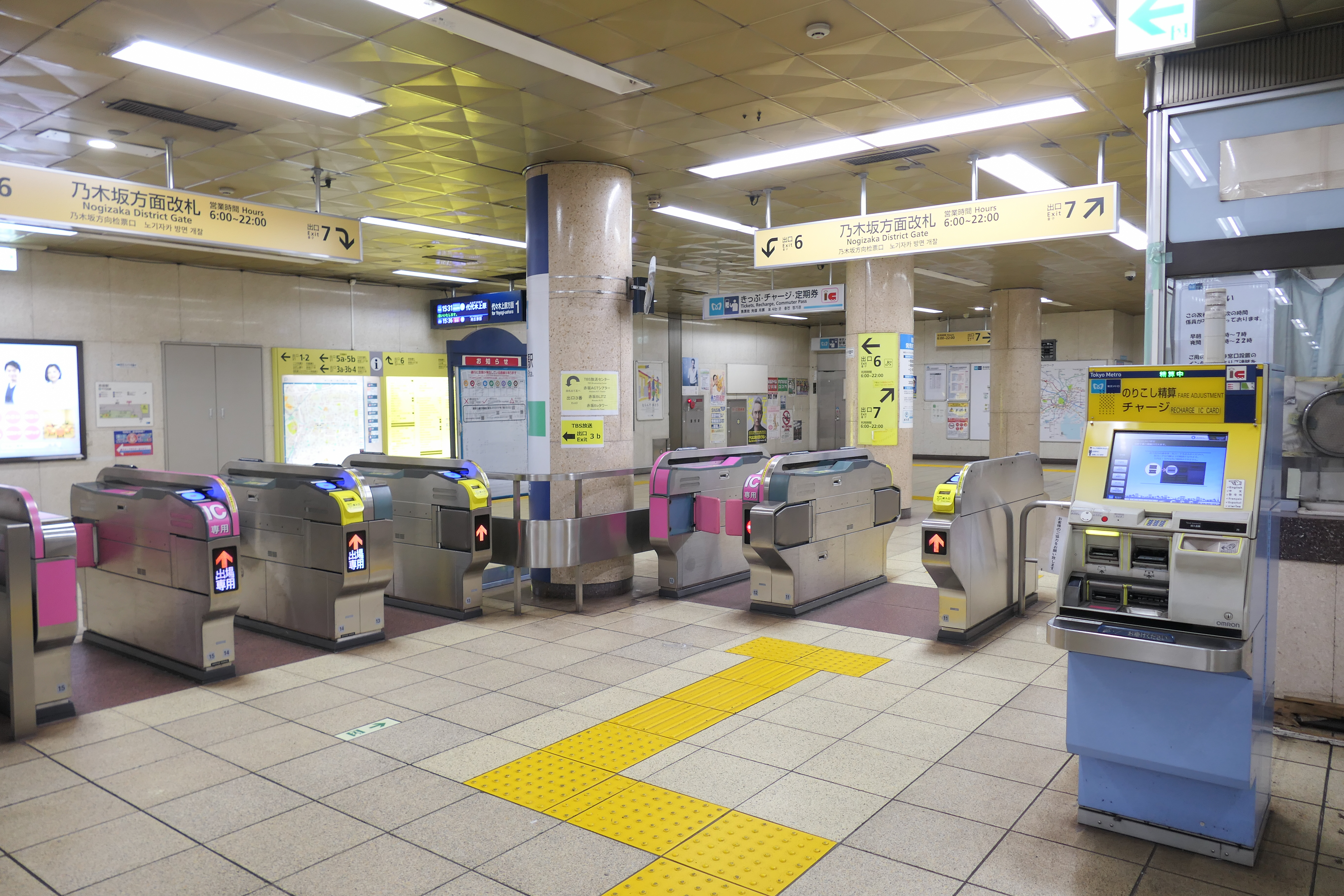
乃木坂方向閘口（2023年1月）
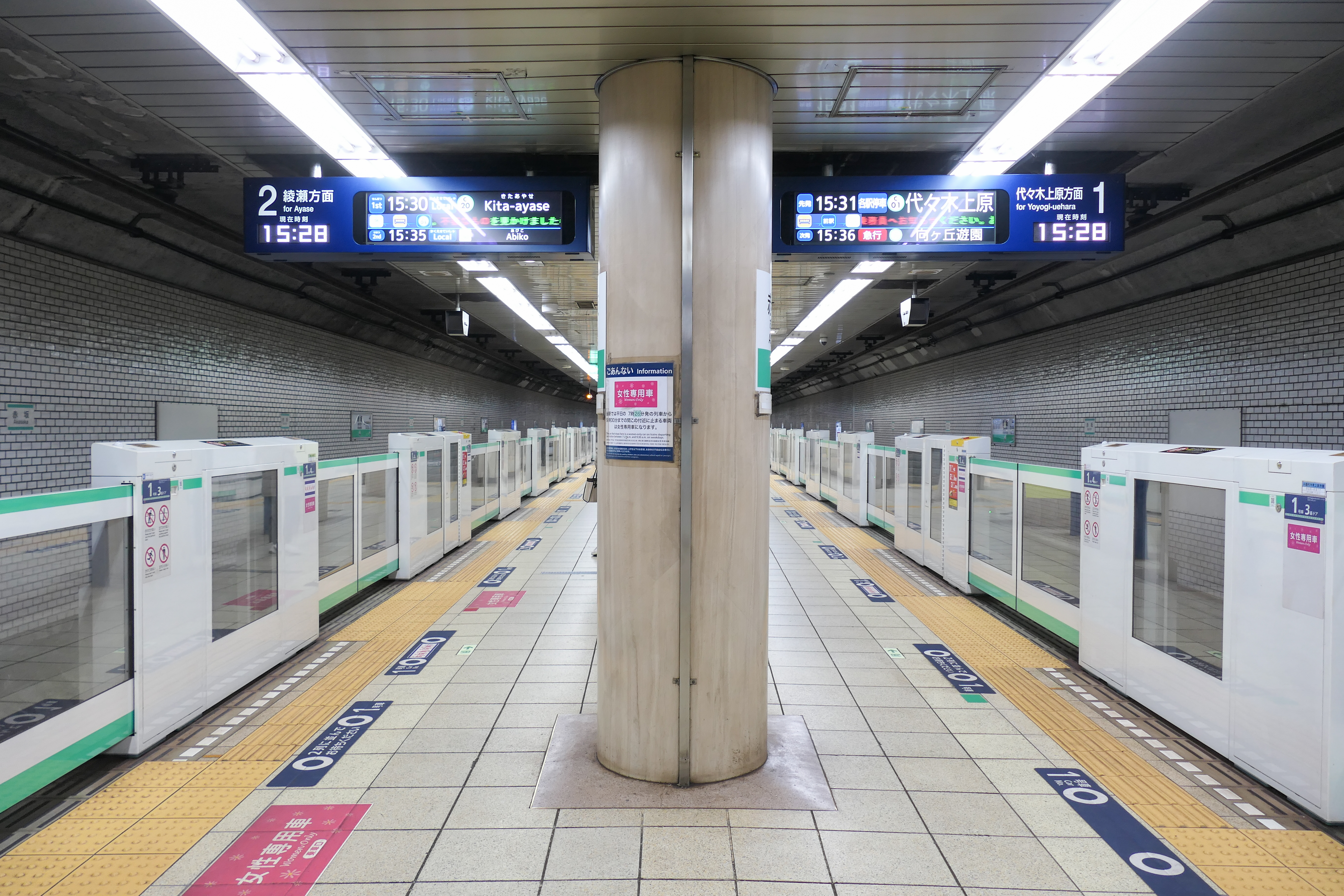
1號與2號月台（2023年1月）
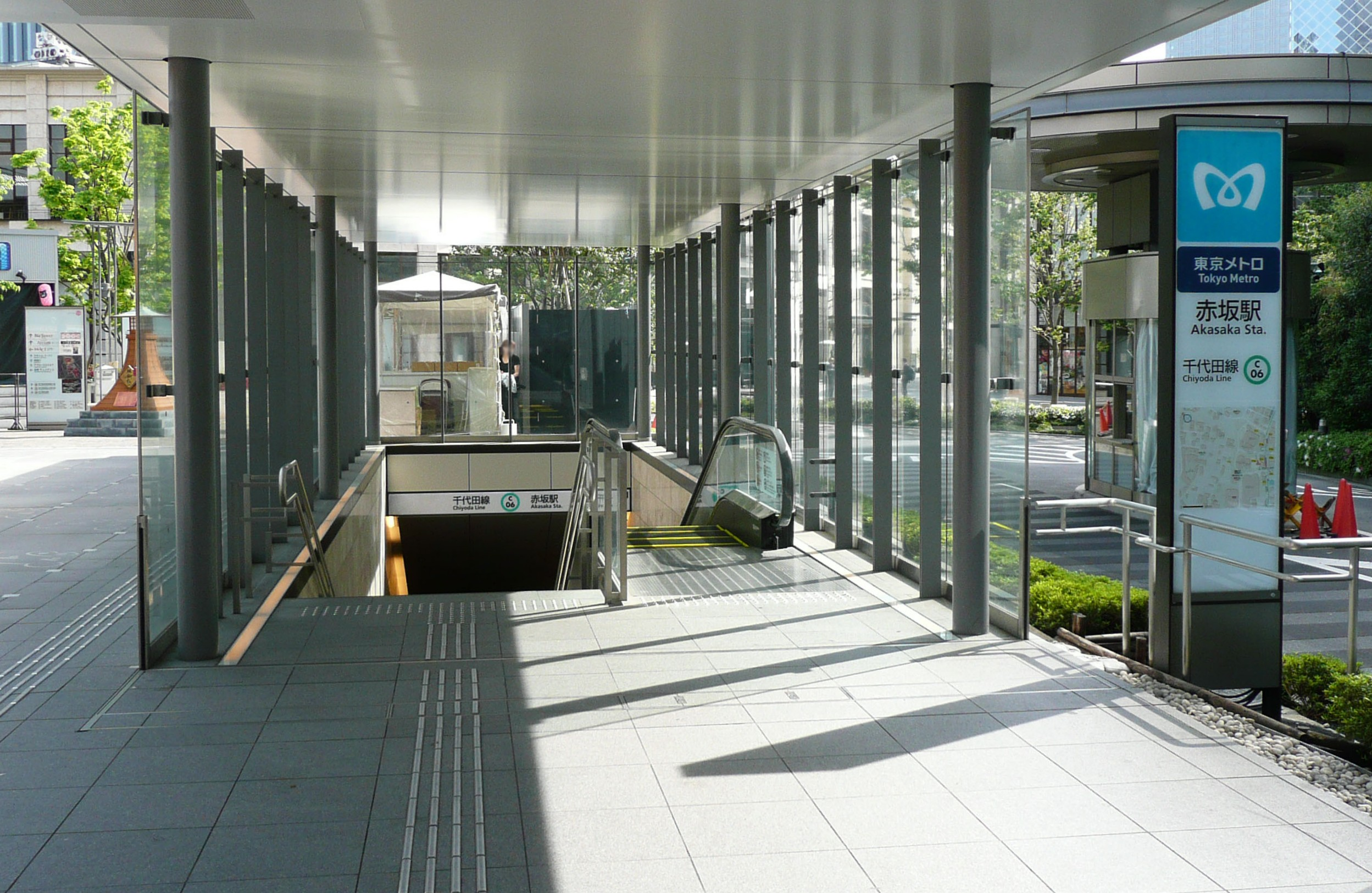
3a出入口（2010年5月）

## 利用狀況
2017年度1日平均上下車人次為95,556人，在東京地下鐵全部130個車站當中排名第45位。是運量最高的千代田線單獨車站。
近年1日平均上下車、上車人次變化如下表。
| 年度               | 1日平均 上下車人次 | 1日平均 上車人次 | 來源     |
| ------------------ | ------------------ | ---------------- | -------- |
| 1992年（平成04年） | 82,687             | 40,082           | [ * 1 ]  |
| 1993年（平成05年） | 78,418             | 38,578           | [ * 2 ]  |
| 1994年（平成06年） | 77,871             | 38,518           | [ * 3 ]  |
| 1995年（平成07年） | 76,876             | 38,456           | [ * 4 ]  |
| 1996年（平成08年） | 77,482             | 39,408           | [ * 5 ]  |
| 1997年（平成09年） | 76,869             | 38,627           | [ * 6 ]  |
| 1998年（平成10年） | 74,356             | 37,389           | [ * 7 ]  |
| 1999年（平成11年） | 70,413             | 34,563           | [ * 8 ]  |
| 2000年（平成12年） | 67,579             | 33,153           | [ * 9 ]  |
| 2001年（平成13年） | 67,078             | 32,825           | [ * 10 ] |
| 2002年（平成14年） | 66,759             | 32,359           | [ * 11 ] |
| 2003年（平成15年） | 62,417             | 29,754           | [ * 12 ] |
| 2004年（平成16年） | 53,733             | 26,474           | [ * 13 ] |
| 2005年（平成17年） | 53,518             | 26,052           | [ * 14 ] |
| 2006年（平成18年） | 55,546             | 27,301           | [ * 15 ] |
| 2007年（平成19年） | 60,511             | 29,992           | [ * 16 ] |
| 2008年（平成20年） | 80,403             | 40,337           | [ * 17 ] |
| 2009年（平成21年） | 81,334             | 40,477           | [ * 18 ] |
| 2010年（平成22年） | 82,264             | 40,747           | [ * 19 ] |
| 2011年（平成23年） | 80,361             | 39,784           | [ * 20 ] |
| 2012年（平成24年） | 79,769             | 39,479           | [ * 21 ] |
| 2013年（平成25年） | 84,206             | 41,682           | [ * 22 ] |
| 2014年（平成26年） | 86,518             | 42,825           | [ * 23 ] |
| 2015年（平成27年） | 89,432             | 44,276           | [ * 24 ] |
| 2016年（平成28年） | 91,641             | 45,400           | [ * 25 ] |
| 2017年（平成29年） | 95,556             |                  |          |

## 車站周邊
- TBS放送中心
  - 東京放送控股
  - TBS電視台
  - TBS廣播
  - BS-TBS
  - 赤坂Sacas
    - 赤坂BLITZ
    - TBS赤坂ACT劇場
- 赤坂Biz塔樓大廈
  - 環球音樂赤坂辦公室
  - 每日放送東京支社
- 赤坂通
- 一木通
- 赤坂公園大廈
- 國際（日语：国際自動車）赤坂大廈
- 國際新赤坂大廈東館、西館
- 赤坂雙子塔（日语：赤坂ツインタワー）
- 日本眾議院新赤坂議員宿舍（日语：議員宿舎）
- 赤坂通郵便局
- 赤坂七郵便局
- 鹿島建設本社
- SANYO食品（日语：サンヨー食品）本店
- 山脇學園短期大學、中學、高等學校（日语：山脇学園中学校・高等学校）
- 三分坂
- Hotel Grand Fresa赤坂（日语：相鉄フレッサイン）
- the b 赤坂飯店（日语：イシン・ホテルズ・グループ）
- 方舟之丘
  - 東京全日空洲際酒店
- 冰川神社
- 日枝神社
- 東急凱彼德大飯店（日语：ザ・キャピトルホテル 東急）
- 東急赤坂卓越大飯店（日语：赤坂エクセルホテル東急）、赤坂東急PLAZA
- 銀座線、丸之內線赤坂見附站
- 銀座線、南北線溜池山王站

## 路線巴士
最近的巴士站是東京都道413號赤坂杉並線上的赤坂站前巴士站。FUJIEXPRESS運行以下路線。(港區社區巴士Chiibus)
- Chiibus赤坂線：經青山一丁目站前、六本木站前往六本木之丘

## 相鄰車站
東京地下鐵
 千代田線
乃木坂（C 05）－赤坂（C 06）－國會議事堂前（C 07）

### 來源
東京都統計年鑑
1. ↑  .   [2017-04-23]. （原始内容存档于2013-08-15）.
2. ↑  .   [2017-04-23]. （原始内容存档于2013-02-03）.
3. ↑  .   [2017-04-23]. （原始内容存档于2013-02-03）.
4. ↑  .   [2017-04-23]. （原始内容存档于2013-02-03）.
5. ↑  .   [2017-04-23]. （原始内容存档于2013-02-03）.
6. ↑  .   [2017-04-23]. （原始内容存档于2016-03-04）.
7. ↑  東京都統計年鑑（平成10年）PDF
8. ↑  東京都統計年鑑（平成11年）PDF
9. ↑  .   [2017-04-23]. （原始内容存档于2016-03-04）.
10. ↑  .   [2017-04-23]. （原始内容存档于2016-03-04）.
11. ↑  .   [2017-04-23]. （原始内容存档于2017-07-29）.
12. ↑  .   [2017-04-23]. （原始内容存档于2017-07-29）.
13. ↑  .   [2017-04-23]. （原始内容存档于2017-07-29）.
14. ↑  .   [2017-04-23]. （原始内容存档于2017-07-29）.
15. ↑  .   [2017-04-23]. （原始内容存档于2017-07-29）.
16. ↑  .   [2017-04-23]. （原始内容存档于2017-07-29）.
17. ↑  .   [2017-04-23]. （原始内容存档于2017-07-29）.
18. ↑  .   [2017-04-23]. （原始内容存档于2016-03-26）.
19. ↑  .   [2017-04-23]. （原始内容存档于2016-03-27）.
20. ↑  .   [2017-04-23]. （原始内容存档于2016-03-25）.
21. ↑  .   [2017-04-23]. （原始内容存档于2016-03-27）.
22. ↑  .   [2017-04-23]. （原始内容存档于2016-03-22）.
23. ↑  .   [2017-04-23]. （原始内容存档于2017-07-30）.
24. ↑  .   [2019-01-08]. （原始内容存档于2018-11-09）.
25. ↑  .   [2019-01-08]. （原始内容存档于2019-05-02）.

## 外部連結
- 東京地下鐵 – 赤坂站 （页面存档备份，存于）（繁體中文）